# Máxima Acuña
Pour les articles homonymes, voir Acuña et Atalaya.
Acuña  Atalaya est un nom espagnol. Le premier nom de famille, en général paternel, est Acuña ; le second, en général maternel, souvent omis, est Atalaya.
Máxima Acuña Atalaya, née le 29 mai 1970 à Sorochuco, dans la province de Celendín au nord du Pérou, est une agricultrice et militante environnementale péruvienne, connue pour sa lutte contre le méga-projet minier Conga, propriété de Newmont Mining Corporation et Compañía de Minas Buenaventura, qui lui vaut en avril 2016 de recevoir le Prix Goldman pour l'environnement,.

## Litige avec la mine Yanacocha
En 1994, Acuña et son époux Jaime Chaupe achètent un terrain de 24,8 hectares dans la zone alto andina de Sorochuco, dans la province de Celendín, région de Cajamarca, près des lagunes où l'entreprise minière Yanacocha avait sollicité développer son exploitation avec le projet Conga. En 2015, Newmont Mining déclare qu'ils ont acheté ces propriétés à la communauté locale en 1997.
En mai 2011, les ingénieurs de Yanacocha, sa sécurité privée et la police, détruisent le logement d'adobe des Acuña-Chaupe. Lorsque les Acuña-Chaupe décident de porter plainte au commissariat de Sorochuco, la police refuse de l'enregistrer. Puis en août 2011, Acuña et la plus jeune de ses quatre enfants auraient été frappées et laissés inconscientes, devant Chaupe, par des membres de la DINOES, la police nationale péruvienne. La famille essaye de porter plainte auprès du ministère public de Celendín, en s'aidant de photos et vidéos, mais n'est pas entendue.
En 2012, des manifestations massives contre le projet Conga ont lieu dans plusieurs zones de la région Cajamarca, et en juillet, cinq protestants décèdent. Le 21 octobre, Acuña accueille des manifestants sur ses terres. Une semaine plus tard, elle est condamnée à payer 200 sols (environ 70 dollars) à Yanacocha, à abandonner ses terres dans les trente jours et à trois ans de prison en sursis, pour avoir occupé illégalement les terrains de l'entreprise minière. Elle perd ensuite ses appels faits entre 2012 et 2014, et les juges confirment le verdict original.
Le 5 mai 2014 la Commission interaméricaine des droits de l'homme (CIDH) de l'Organisation des États américains demande au gouvernement péruvien d'adopter des mesures préventives pour assurer les droits de 46 leaders communaux et de rondes paysannes, ce qui inclut la famille Acuña-Chaupe.
En décembre 2014, les plaintes de Newmont contre les Acuña-Chaupe pour actes criminels sont rejetées, et en février 2015 les forces de sécurité de l'entreprise minière détruisent les fondations d'une maison que pensaient construire les Acuña-Chaupe. Amnesty International se mobilise pour leur défense. La CIDH demande à l'état péruvien de prendre des mesures de protection pour les Acuña-Chaupe, mais cette demande reste sans effet.
Le 15 décembre 2020, la Cour Fédérale d'Appels des États-Unis conclut que le procès judiciaire contre Newmont doit se faire dans le système judiciaire péruvien, en se basant sur les arguments de l'entreprise minière qui soutient que le Pérou est un pays fiable pour traiter la plainte car une réforme du système de justice est en cours, qui garantirait que la demande de la famille de Maxima Acuña soit traitée de façon correcte. À l'inverse, l'avocat de la famille de Maxima Acuña, Wyatt Giullin (de l'organisation EarthRights), alerte sur le fait que la décision rendue n'a pas pris en compte les preuves présentées par la défense sur la corruption judiciaire au Pérou ni « les tentatives de Newmont pour corrompre les tribunaux péruviens ».

## Reconnaissance
Le 18 avril 2016, Maxima Acuña reçoit le Prix Goldman pour l'environnement pour sa lutte en défense de l'environnement.